# エクソン・ヴァルディーズ
エクソン・ヴァルディーズ(Exxon Valdez)は、エクソン（現・エクソンモービル）が所有していた石油タンカー。
1989年3月24日にエクソンバルディーズ号原油流出事故を発生させ、史上最大の生態学的災害のうちの1つとして記録された。

## 船歴
エクソン・ヴァルディーズはカリフォルニア州サンディエゴのナショナル・スチール・アンド・シップビルディング社によって建造され、1986年にエクソンモービルに引き渡された。エクソン・ヴァルディーズはアラスカ州のアリエスカ・コンソーシアム社のパイプライン・ターミナルから原油を輸送するために使用されていた。事故発生時エクソン・ヴァルディーズは5,300万ガロンの原油を搭載していた。
事故後エクソン・ヴァルディーズはサンディエゴへ牽引され、7月10日に到着した。修理は牽引途中の6月30日から開始された。およそ1,600トンの鋼材が1989年の7月中に取り外され交換された。船体の修理には3,000万ドルが費やされた。
修理後、ヴァルディーズはシー・リヴァー・メディトレニアン(Sea River Mediterranean)と改名し、その後 S/R メディトレニアンと短縮、最終的に船名はメディトレニアン(Mediterranean)となった。エクソンは船をアラスカからの原油輸送に使用しようとしたが、法律によってプリンス・ウィリアム湾に入ることを禁じられた。このタンカーは名称を変更したので2007年8月時点でまだ航海を続けている。これを保有するのはエクソンモービル（エクソンとモービルは1999年に合併）の100%子会社であるSea River Maritime社である。

## フィクションにおける登場
ケビン・コスナーが主演した1995年のSF映画『ウォーターワールド』は地球温暖化によって北極及び南極の氷が溶け、全ての陸地が水没した近未来を描いており、エクソン・ヴァルディーズが悪役であるスモーカーズ一味の拠点として登場する。船内にはヘイゼルウッド船長の肖像画が飾られ、スモーカーズ一味は彼を「セント・ジョー」と呼んで神格化していた。